# نيو جيرماني
نيو جيرماني (بالإنجليزية: New Germany, Minnesota)‏ هي مدينة تقع بمقاطعة كارفر في ولاية مينيسوتا بالولايات المتحدة. تبلغ مساحة هذه المدينة 2.59 (كم²)، وترتفع عن سطح البحر 300 م، بلغ عدد سكانها 372 نسمة في عام 2010 حسب إحصاء مكتب تعداد الولايات المتحدة. وقد سُميت المدينة باسم «نيو جيرماني» (الذي يعني بالإنجليزية: «ألمانيا الجديدة») بسبب وجود عدد كبير من الألمان من بين أوائل من استوطنوا المدينة.

## التاريخ
تأسست قرية نيو جيرماني خلال العقد الثامن من القرن التاسع عشر. جرى تغيير اسم القرية عام 1917 ليصبح «موتورديل» خلال ذروة المشاعر المعادية للألمان في الحرب العالمية الأولى، وأعيد اسم «نيو جيرماني» عام 1922. أدرجت نيو جيرماني كقرية عام 1901 وتغير وضعها الرسمي إلى مدينة وذلك بموجب القانون الذي أصدرته ولاية مينيسوتا عام 1974.

## التركيبة السكانية

### تعداد عام 2010
تبعاً لما ورد في تعداد عام 2010 يوجد 372 شخصاً و 146 عائلة و 99 عائلة مقيمة في المدينة. وبلغت الكثافة السكانية 143.6 نسمة في الكيلومتر المربع (372 نسمة في الميل المربع). ووصل عدد الوحدات السكنية إلى 168 وحدة عند كثاقة متوسطة تبلغ 64.9 بالكيلومتر المربع (168 بالميل المربع). أما التركيب العرقي لسكان المدينة فكان بنسبة 96.0% بيض ونسبة 0.3% آسيويين ونسبة 2.7% من الأعراق الأخرى ونسبة 1.1% كانوا ينتمون إلى عرقين أو أكثر. وشكل الهسبانيين أو اللاتينيين من جميع الأعراق نسبة 7.3% من السكان. يوجد 146 أسرة ونسبة 37.7% من هذه الأسر كان لديها أطفال تحت سن 18 يعيشون مع أسرهم، يبلغ متوسط العمر في المدينة 34.4 سنة. إن نسبة 29.3% من السكان كانوا تحت سن 18.

## وصلات خارجية
- The US50 - Cities and Towns in Minnesota State